# شهرستان لیکا-سنی
شهرستان لیکا-سنی (به لاتین: Lika-Senj County) یک شهرستان در کرواسی است که بخش بزرگی از منطقه لیکا و بخشی از ساحل شمالی دریای آدریاتیک را دربر می‌گیرد. شهرستان لیکا-سنی ۵٬۳۵۳ کیلومتر مربع مساحت و ۵۰٬۹۲۷ نفر جمعیت دارد.
مرکز این شهرستان شهر گسپیچ است.